# Vanicela
Vanicela is een geslacht van vlinders van de familie Stathmopodidae.

## Soorten
- V. dentigera Meyrick, 1913
- V. disjunctella Walker, 1864
- V. haliphanes Meyrick, 1927
- V. tricolona Meyrick, 1913
- V. xenadelpha Meyrick, 1889